# セヴェリン・ゴシチンスキ

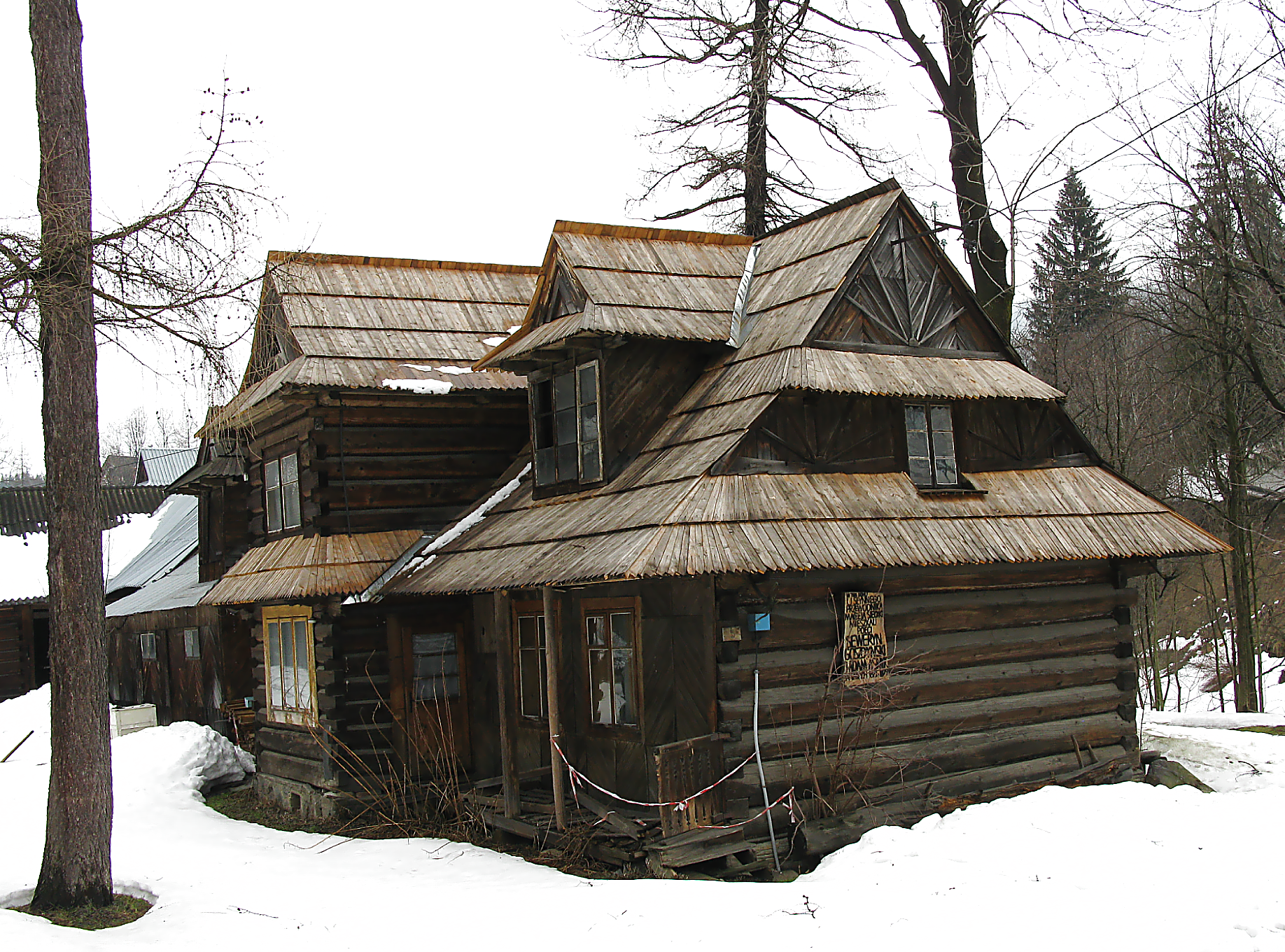
セヴェリン・ゴシチンスキが滞在したザコパネの家

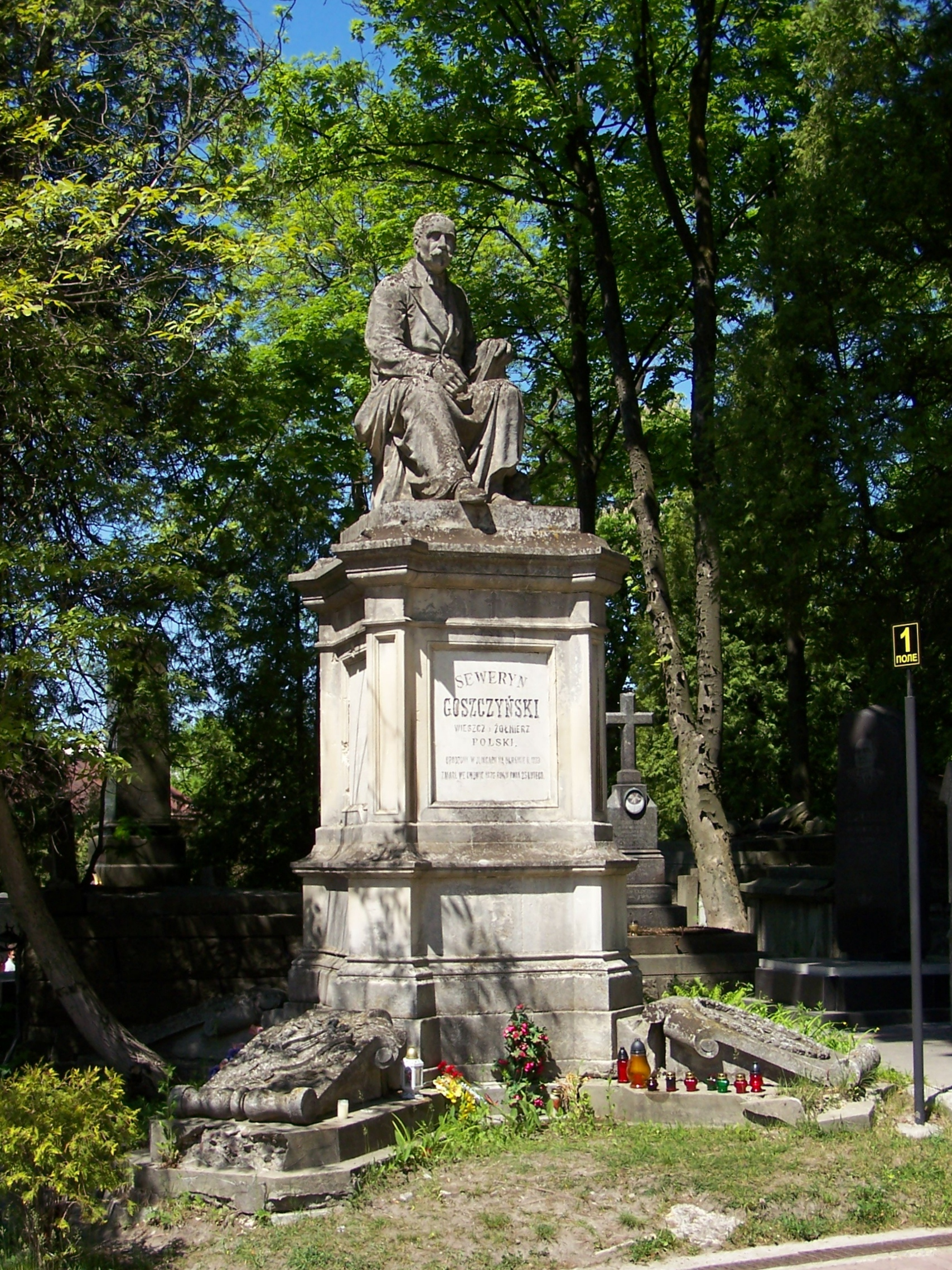
リチャキフ墓地にあるセヴェリン・ゴシチンスキの墓（ユリアン・マルコフスキ作）

セヴェリン・ゴシチンスキ（Seweryn Goszczyński ポーランド語発音: [sɛˈvɛrɨn ɡɔʂˈtʂɨɲsʲkʲi] セヴェルィン・ゴシュチンスキ、セヴェリン・ゴシュチンスキとも; 1801年11月4日、イッリンツィーにて生誕-1876年2月25日、リヴィウにて没）はポーランドの社会活動家、革命家、作家、ポーランド・ロマン主義の詩人である。愛国的な詩の作者として、またアンジェイ・トヴィアンスキ（Andrzej Towiański）のメシアニズム団体の主要メンバーの1人として有名になった。今日においては特に詩的小説『カニュフ城』 (Zamek kaniowski) とゴシック小説『荒城の王』(Król zamczyska) のために知られている。ゴシチンスキはアントニ・マルチェフスキ（Antoni Malczewski）やユゼフ・ボフダン・ザレスキ（Józef Bohdan Zaleski）と共にポーランド・ロマン主義「ウクライナ派」の一角を担う。

## 生涯
彼はポブク（Pobóg）の紋の裕福とは言えない貴族の出身であった。彼は様々な学校で学んだが、最も長く学んでいたのはウーマニのバシリウス派の修道士の学校であった。
1820年に彼は徒歩以外の交通手段でワルシャワに出て、秘密の「ポーランド人兄弟自由連合」(ポーランド語: Związek Wolnych Braci Polaków) に加入した。ギリシャで蜂起が起きた際、1821年8月に彼はオデッサを経てギリシャへ辿り着くためにウクライナを歩いて行った。しかし旅費を使い果たしてしまったため、ウクライナで彼の歩みは止まった。彼は1830年まで同地に留まり、その間に地下活動を行った。彼は警察に追われ、頻繁に居住地を替えざるを得なかった。その時に彼は Uczta zemsty〈復讐の饗宴〉をはじめとする多くの愛国的な詩を書いた。
1830年6月に彼は改めてワルシャワへと行き、ピョトル・ヴィソツキ（Piotr Wysocki）の陰謀に加わった。彼はベルヴェデル宮殿襲撃事件の参加者の一人であった。 11月蜂起では彼はユゼフ・ドヴェルニツキ（Józef Dwernicki）将軍の指揮下で大尉（波: kapitan）の階級で戦った。彼はストチェクの戦いおよびノヴァ・ヴィェシの戦いに参加した。ワルシャワの降伏後、彼はルィビンスキ将軍の軍団と共にプロイセンに行った。彼は1831年10月5日にヤストシェンビェ（Jastrzębie）村の近くで国境を越えたが、そこで降伏が発表され、武器も置かれた。軍団は計19871人であり、将軍9名、尉官（ポーランド語の単数形: oficer）89名、下級尉官（ポーランド語の単数形: młodszy oficer）416名が含まれていた。亡命中の軍団と共に、国民政府の最後の長ボナヴェントゥラ・ニェモヨフスキ（Bonawentura Niemojowski）を伴う蜂起軍の中枢らに、11月蜂起時のセイムのメンバーら、そしてヨアヒム・レレヴェル（Joachim Lelewel）をはじめとする数々の政治家らに著名な詩人にして中尉（波: porucznik）のヴィンツェンティ・ポル（Wincenty Pol）も同行した。ピシャ川（Pisia）のプロイセン国境を越えた後、ポーランド軍の兵士たちはブロドニツァ（Brodnica）のフランシスコ会修道院 (pl:Kościół Niepokalanego Poczęcia Najświętszej Maryi Panny w Brodnicy) 構内の収容所に抑留されることとなった。
彼はロシアの裁判により欠席のまま判決を下されたが、判決は11月蜂起参加のかどでの死刑であった。
彼はガリツィアに定住し、その間も政治社会的活動を続けた。1832年に彼はリヴィウに「二十一連合」(Związek Dwudziestu Jeden) を設立し、他方クラクフでは1835年に「ポーランド人民協会」(ポーランド語: Stowarzyszenie Ludu Polskiego) を設立した。彼は11月蜂起の闘士であったミハウ・シュフェイツェル（Michał Szweycer）と懇意となり、Przy sadzeniu róż〈バラを植えるとき〉という詩を捧げた。
1838年、彼はフランスに移住し、そこでミツキェヴィチやスウォヴァツキを知った。1842年に彼はトヴィアンチク（Towiańczyk）ことアンジェイ・トヴィアンスキのサークルに加入した。彼は以前の政治活動からは身を引き、筆も置いてしまった。彼は耐え難いほどの貧困の中で暮らしていた。
1872年、友人の助けを借りて彼は国へと帰り、リヴィウに定住した。彼は同地で亡くなり、リチャキフ墓地に埋葬された。偉人たちの大通りにある彼の墓には、リヴィウ社会がユリアン・マルコフスキ（Julian Markowski）の手により彫刻された記念碑を贈った。

## アレクサンデル・フレドロとの対立
彼は1835年に論文 Nowa epoka poezji polskiej〈ポーランド詩の新時代〉で、アレクサンデル・フレドロ（Aleksander Fredro）の喜劇の「非ポーランド的な登場人物」を鋭く批判した。彼は次のように書いている。「ポーランドの姓はポーランド的な登場人物と同じという訳ではない; 何人かの人物たち、何個かの国民的シーンは、4巻の詩に国民色を注ぎはしない; 登場人物や作品全体とは関係のないことわざのパテは、ことわざの辞書にすぎない; 国民の愛の側面というのがコスモポリタン的な特徴である――そしてこれは本当にフレドロの喜劇のポーランドらしさとなる本当に全てであるのだが、美徳、面白可笑しさの欠陥、独特な登場人物たち、普通の人相、真に国民的な個性の記念碑を造るものは全然何であろうと、あなたはそこで甲斐もなく探す破目になることであろう。」  この攻撃は低劣な動機によるものであった。ゴシチンスキ自身が回想録中に述べているように、彼が1832年に「二十一連合」の機関紙のための資金を望んだときに、フレドロへの敬意を失った。フレドロは助成金承認委員会のメンバーとして、委員会のメンバーたちが彼らが後援する記事を検閲することができるように要求したのである。ゴシチンスキはこの条件に同意せず、機関紙が発行されることはなかった。 ゴシチンスキのテクストは、喜劇作家に対する一連の攻撃（ヴィンツェンティ・ポル、エドヴァルト・デンボフスキ Edward Dembowski、レシェク・ドゥニン＝ボルコフスキ Leszek Dunin-Borkowski、ポズナンの "Tygodnik Literacki"〈文学週刊誌〉中の匿名記事）の最初のものであり、このせいでフレドロは長年沈黙することとなった（作家自身の報告によればそれは13-15年続いたというが、研究者たちはその長さを12-19年と推定している）。

## 小さな祖国の詩人
セヴェリン・ゴシチンスキは土着のロマン主義を創り出し、小さな祖国の文化の特徴に消し難き印を押された者たちの一人である。詩人はウクライナとガリツィアで育ったが、そこは彼がかなり早いうちに教育を修めてから5年生で人文学校を出て28歳まで滞在し、非正規の手段で知識を獲得しつつ、幾度となく老人たちの話に耳を傾けながら、文学に含まれる高等文化のみならず地方の民俗をも知っていったところであった。ゴシチンスキの作品の大部分は『カニュフ城』を筆頭に、彼が子供や若者として見知った土地、その歴史、文化、そして住民の様子に直接的であれそうでなかれ関係するものである。少なくともミツキェヴィチの場合、ヴィルノ地方（現在のリトアニア、ヴィリニュスの一帯）の民俗文化の要素は、彼自身の世界や大都市からかかけ離れ、民族的で零細貴族的、時に異教的ですらある理解や解釈の方法をロマン主義的世界観に編み込む可能性を通すことで、ロマン主義的な詩学を豊かにさせるモチーフにすぎず、これはゴシチンスキの作風とは正反対のものである。それは自身の非合理主義・革命主義・国民文化の財産への敬意を伴うロマン主義の潮流であり、創作者にウクライナ、ガリツィア、そしてカルパティア山脈にタトラ山脈をも含む近隣の土地の情勢をロマン主義的な詩学の枠組みの中で把握する可能性を与えたのである。
ゴシチンスキの創作はいわゆるウクライナ派に数えられるものである。この流派においてはウクライナの土地や文化への愛着の反映が強い。しかし『カニュフ城』の作者の創作と姿勢にかくも強い影響を及ぼしたこの小さな祖国は、荒野を越えてガリツィア全体を覆うものである。彼はポーランド文学においてゴルツェ連峰（Gorce）を記述し、ウォプシュナ（Łopuszna）のレオン・テトマイェル（カジミェシュ・プシェルヴァ＝テトマイェル Kazimierz Przerwa-Tetmajerの親類） の館に客として滞在中ゴルツェ山脈を訪れた第一人者であった。ゴシチンスキはまた、ポーランド文学に初めてタトラ山脈のモチーフを導入した者たちの一人でもあった（Dziennik podróży do Tatrów, Oda. Powieść tatrzańska z czasów Bolesława Chrobrego〈タトラ山脈旅行日記、頌歌。ボレスワフ勇敢王の治世からのタトラ小説〉）。ゴシチンスキは山を行軍した時、若きカジミェシュ・プシェルヴァ＝テトマイェルの後見人を務めた。伝説によると、左記の行軍の一つの際、彼は当時10歳にも満たなかったこの将来の詩人にしてデカダンティストの少年が崖から転落しそうになったところを救うこととなったとされる。テトマイェルはこの時の救出劇を Stara książka i stara pieśń（〈古い本と古い唄〉; Na skalnym Podhalu〈岩のポドハレへ〉シリーズの談話の一つ）という談話で以下のように書き、言及している。「私が9歳の時、彼はストロンジスカの谷（Strążyska）で飛び込もうとしていた私を干上がった小川の河床から外れたところから捕まえたが、そこで私はこっぱ微塵に無に帰していたことだろう; 彼が私をその後詩作へと押しやったのである」。プシェルヴァ＝テトマイェルはゴシチンスキの大切な役割を、プシェルヴァ＝テトマイェルを詩のために発見した者としても注記しているのである。

## 創作物（選集）
- 1828年 - 詩的小説『カニュフ城』(Zamek kaniowski)[12]
- 1831年 - 抒情詩集 Pobudka〈起床の合図〉[13]
- 1832年[注 6] - Dziennik podróży do Tatrów〈タトラ山脈旅行日記〉
- 1834年 - 物語詩 Sobótka
- 1838年 - 『オシアン』の最初のポーランド語完訳
- 1842年 - 小説『荒城の王』(Król Zamczyska)[14]
- 1842年 - Oda〈頌歌〉、"Dziennik Domowy" 所収、ポズナン
- 1842年 - Straszny strzelec〈恐るべき射手〉、"Noworocznik Demokratyczny" 所収、パリ
- 1870年 - 回想録：Noc belwederska〈ベルヴェデルの夜〉[15]および Podróż mojego życia〈我が人生の旅〉。